# Tekstkritik
Tekstkritik (eller grundlæggende kritik) er en gren af filologien som beskæftiger sig med at fastlægge en pålidelig version af en tekst, blandt andet ved identificering og fjernelse af transskriptionsfejl i håndskrifter. Ældre skrifter indeholder ofte fejltagelser eller forandringer som er opstået ved kopiering af det foreliggende manuskript. Tekstkritikerne forsøger ud fra en eller flere bevarede kopier, men uden originaldokumentet (arketypen eller autografen), at genskabe originalteksten så præcist som muligt. Den samme proces kan anvendes, når man vil forsøge at genskabe de mellemliggende versioner i et dokuments transkriptionshistorie. Tekstkritikerens mål er at skabe en såkaldt ”kritisk udgave”, hvilket er en tekst, der ligger så nær på originalen som muligt.
Inden for tekstkritikken anvendes der tre grundlæggende fremgangsmåder: eklekticisme, stemmatologi og basistekstsredigering. I dag anvendes også tekniske indslag fra den biologiske disciplin kladistik for at fastslå forholdet mellem flere håndskrifter.
Termen grundlæggende kritik anvendes, når man vil markere kontrasten mellem tekstkritik og historisk-kritisk bibelforskning (”udvidet” kritik). Den udvidede kritik beskæftiger sig med at fastslå forfatterskab, dato og sted for nedskrivningen af originalteksten. Den kan antage mere spekulative former, i og med at den stræber efter at rekonstruere en oprindelig tekst eller til og med en mundtlig tradition, eller forskellige lag i en given tekst, uden støtte i et manuskript, som bevidner, at den slags tidligere versioner har eksisteret.

## Historie
Tekstkritik har fundet sted i over to tusinde år. Tidlige tekstkritikere forsøgte at bevare værker fra antikken, og denne virksomhed fortsatte gennem middelalderen frem til renæssancen, da bogtrykkerkunsten blev opfundet.
Mange ældre værker, som Biblen og de græske tragedier, er bevaret i hundredvis af forskellige kopier, og det er ofte uklart, hvad forholdet er mellem disse og originalen. Tekstkritikere har i århundredernes løb diskuteret, hvilke kilder der ligger nærmest originalen. Selv når det drejer sig om de bibelske bøger, der blev skrevet som breve, og de græske teaterstykker, der formentlig havde en original, er man i tvivl. Tilsvarende diskuterer man, om visse andre bibelske bøger, som Salmernes bog, nogensinde har bestået af blot én original.
Inden for det engelske sprogområde har Shakespeares værker været et særligt lovende område for tekstkritik - dels fordi teksterne indeholder store variationer, og dels fordi man altid har betragtet det som anstrengelserne og omkostningerne værd at producere kvalitativt bedre udgaver af hans værker. Tekstkritikkens principper blev oprindeligt udviklet og forfinet til ældre værker som Biblen og Shakespeare, men de er også blevet anvendt på mange andre værker, hvoraf de ældste har forbindelse tilbage til de ældste, kendte dokumenter fra Mesopotamien og Egypten, dokumenter, som er op til fem tusinde år gamle.

## Mål
Tekstkritikkens mål er skabelsen af en ”kritisk udgave”. Sådan en udgave indeholder en tekst, som man forsøgt at genskabe så lig originalen som mulig. Teksten følges af et tekstkritisk apparat, som indeholder:
- kilder, som tekstkritikerene har taget hensyn til (håndskrifters navne eller forkortelser),
- tekstkritikerens analyse af kilderne (ofte en enkel sandsynlighedsvurdering), og
- en opregning af de versioner, som kan afvises.[6]

## Proces
Inden bogtrykkerkunsten blev opfundet, kopierede man litteratur ved afskrift, og mange variationer blev indført af kopisterne. Det trykte ord gjorde dette arbejde overflødigt. Trykte udgaver er afgjort mindre modtagelige for fejlagtige variationer som dem, der opstår ved håndskrevne kopier, men de er alligevel ikke helt immune overfor afvigelser fra originalteksten. Skriverne kunne ved uheld indføre fejl under kopieringen, men trykkeren kan læse eller sætte et værk på en måde, som skiller sig fra originalen. Eftersom hver kopist eller trykker begår forskellige slags fejl, bliver det lettere at genskabe originalteksten, hvis en række forskellige kopier er tilgængelige fra forskellige kilder. En udgave, som baseres på flere af den slags kilder kaldes eklektisk. Visse tekstkritikere foretrækker imidlertid at basere deres kritiske udgave på den kopi, som de anser for at være mest pålidelig, og udelukker andre kilder.
Når man sammenligner dokumenter, eller tekstvidner, fra en eneste originaltekst, så kaldes de noterede forskelle læsemåder, eller helt enkelt varianter eller læsninger (engelsk: variant readings, variants, readings). Det er ikke altid let at afgøre, hvilken variant der afspejler forfatterens originalværk. Den tekstkritiske proces har bl.a. til hensigt at forklare, hvordan hver læsemåde kan være opstået, enten ved fejltagelser (gentagelser eller udeladelser) eller med hensigt (harmonisering eller censur), mens kopisten eller hans leder overførte forfatterens originalværk til et nyt dokument ved kopiering. Tekstkritikerens opgave er således at sortere de forskellige kildetekster og fjerne de læsemåder, som sandsynligvis adskiller sig fra originalen, og dermed skabe en ”kritisk tekst”, eller kritisk udgave, som tænkes at ligge så nær originalen som muligt. På samme tid bør den kritiske udgave dokumentere forskellige varianter, så det er tydeligt for læseren, hvilke koblinger, der er gjort mellem de forskellige varianter. Under processen tager tekstkritikeren hensyn til både ”eksterne” beviser (alder, herkomst og kobling mellem forfatterne bag hver læsemåde) og ”interne” eller ”fysiske” hensyn (hvad forfatteren og kopisten, eller trykkeren, sandsynligvis gjorde).
Samlingen af alle de kendte læsemåder af en tekst kaldes variorum. Det er et tekstkritisk værk, hvor alle variationer og forbedringer opstilles side om side, så læseren kan følge den proces, som har ført til de tekstkritiske beslutninger, der er gjort som forberedelse til den kritiske udgave. Biblen og William Shakespeares værker har været populære emner for variorum-udgaver, mens den samme teknik er blevet anvendt mindre hyppigt på mange andre værker, som f.eks. Walt Whitmans Leaves of Grass, og Edward Fitzgeralds prosa.

## Eklekticisme
Eklekticisme kaldes det at tage hensyn til en mængde forskellige varianter af en originaltekst for at afgøre, hvordan originalen kan have set ud. Processen baseres på princippet om, at jo mere uafhængige to videregivne historier er, desto mindre er sandsynligheden for, at de indeholder samme fejl. Det, som den ene udelader, det beholder den anden; hvad den ene tilføjer, har den anden antagelig ikke med. Eklekticismen lader tekstkritikeren drage konklusioner om originalteksten baseret på de beviser, som findes blandt forskellige læsemåder.
Eklektiske læsninger giver sædvanligvis også en oversigt over mængden af vidner til hver tilgængelig læsemåde. Ganske vist vil en læsemåde, som støttes af de fleste vidner, normalt blive foretrukket, men det gælder ikke per automatik. En andenudgave af Shakespeare kan eksempelvis indeholde en tilføjelse, der hentyder til en begivenhed, der er indtruffet mellem de to udgaver. I den slags tilfælde kan tekstkritikeren genskabe originalen uden at medtage tilføjelsen, trods det at alle andre kopier indeholder den.
Resultatet af processen bliver en tekst med læsemåder, der er sammenbragt fra mange vidner. Det er ikke en kopi af noget enkelt manuskript, og det kan afvige fra det store flertal af andre eksisterende kopier. I en rent eklektisk fremgangsmåde favoriserer man teoretisk set ikke noget enkelt vidne. I stedet bygger tekstkritikeren på eksterne og interne beviser i de individuelle læsemåder.
Eklekticismen, som jo ikke har nogen mening om det enkelte manuskript a priori, har siden det 19. århundrede været den dominerende metode ved redigering af den græske tekst i Det nye testamente (for tiden hentet fra United Bible Society, 4. udg., og Nestle-Aland, 27. udg.). De ældste manuskripter, som er af alexandrinsk type, er de højest vurderede, og den kritiske udgave har en alexandrinsk disposition.

### Eksterne beviser
Eksterne beviser kaldes evidens omkring hver fysisk variants dato, kilde og forhold til andre varianter. Tekstkritikere foretrækker ofte de læsemåder, som støttes af de ældste varianter. Eftersom mængden af fejl har en tendens til at forøges, bør de ældre varianter indeholde færre fejl. Der er også en tendens til at foretrække læsemåder, som støttes af majoriteten af alle varianterne, eftersom det er mindre sandsynligt at de afspejler individuelle fejl eller partiske indslag. På lignende måde foretrækkes også de mest geografisk spredte læsemåder. Visse manuskripter viser tegn på, at netop de har været ofret usædvanlige anstrengelser for at sikre en korrekt kopiering; det kan eksempelvis dreje sig om, at alternative læsemåder er blevet noteret i marginen, og det kan tyde på, at manuskriptet bygger på mere end én kilde. Disse manuskripter betragtes, alt andet lige, som de bedste kildetekster.
Der findes en række andre, mere sofistikerede, faktorer at tage hensyn til. Læsemåder, som eksempelvis afviger fra tidens eller den kopierendes normale fremgangsmåde på afgørende vis, anses for at være særligt pålidelige, da det er mindre sandsynligt, at en kopist afviger sådan på eget initiativ.

### Interne beviser
Interne beviser kaldes evidens, som kan påvises i selve teksten, uafhængigt af dokumentets fysiske egenskaber. Her kan en række forskellige faktorer spille ind i afgørelsen af, hvilken læsemåde der ligger originalen nærmest. Af og til kan disse faktorer komme i konflikt med hinanden.
To almindelige faktorer har latinske navne, lectio brevior (kortere læsemåde) og lectio difficilior (sværere læsemåde). Den første er den generelle iagttagelse, at kopisten har en tendens til at tilføje ord, for tydelighedens skyld eller af ren vane, oftere end han eller hun fjerner ord. Den andra, lectio difficilior potior (den sværere læsemåde er stærkere), er afsløringen af en tendens til ubevidst at gøre teksten usammenhængende under forsøget på at gøre den mere harmonisk. Når man benytter sig af dette princip ledes man til at betragte den sværere (uharmoniske) læsning som mere pålidelig end en "afslebet". Dette omfatter også kopister, som forenklede eller forskønnede tekster, de ikke forstod til bunds.
En anden tendens, som kan findes hos visse kopister, er homoioteleuton, som betyder ”samme afslutning”. Homoioteleuton forekommer, når to ord/fraser/sætninger slutter med den samme bogstavsekvens. Kopisten er da, efter at have kopieret den første færdig, hoppet over til den anden og har udeladt alle de mellemliggende ord. Homeoarchy betegner hop, hvor indledningen på to sætninger ligner hinanden.
Tekstkritikeren kan også undersøge andre værker af forfatteren for at opdage ord og grammatiske konstruktioner, som karakteriserer netop dennes stil. Bedømmelsen af de interne beviser giver også tekstkritikeren værdifulde informationer, som letter bedømmelsen af det enkelte manuskripts pålidelighed. En hensyntagen til interne og eksterne beviser hænger altså sammen.
Efter at have taget hensyn til alle relevante faktorer forsøger tekstkritikeren at bestemme sig for den læsemåde som bedst forklarer, hvordan de andre læsemåder kunne opstå. Denne læsning anses så for at være tættest på originalen.

### Tekstkritikkens kanon
Forskellige forskere har udviklet retningslinjer, eller en kanon for tekstkritikken, for at hjælpe tekstkritikeren i processen med at finde den bedste læsemåde for en tekst. En af de tidligste forskere, som udviklede denne type retningslinjer, var Johann Albrecht Bengel (1687–1752), som i 1734 færdiggjorde en udgave af det græske Nye Testamente. Han fastslog i kommentarerne til teksten reglen om Proclivi scriptioni praestat ardua, (”den sværere læsemåde er at foretrække”) .
Johann Jakob Griesbach (1745–1812) var en anden forsker, som publicerede flere udgaver af Det Nye Testamente. I sin udgave fra 1796 fastlagde han femten tekstkritiske regler. Blandt dem genfindes en variant af Bengels regel Lectio difficilior potior. En anden regel var Lectio brevior praeferenda, ”den korteste læsning er bedst”, som bygger på den tanke, at kopister oftere tilføjer end udelader tekstdele. Denne regel kan dog ikke anvendes uden videre, da visse kopister har udeladt materiale ubevidst.
Brooke Foss Westcott (1825–1901) og Fenton J. A. Hort (1828–1892) publicerede i 1881 en udgave af Det Nye Testamente. I den sammenhæng præsenterede de ni tekstkritiske regler, inklusive en variant af Bengels regel ”Den læsemåde som viser tegn på at bortviske vanskeligheder er mindre sandsynligt nær originalen”. De hævdede også, at ”læsemåder skal godkendes eller forkastes baseret på kvaliteten, snarere end på kvantiteten af støttende varianter”, og ”Den læsemåde som bedst forklarer de andres eksistens er at foretrække”.
Mange af disse regler blev oprindeligt udviklet til tekstkritik i forhold til Bibelen, men kan også anvendes på andre tekster, der kan indeholde overføringsfejl.

### Eklekticismens begrænsninger
Eftersom tekstkritikkens regler er relativt åbne for tolkning, og ofte modsiger hinanden, er de blevet brugt til at retfærdiggøre resultater, som passer tekstkritikerens æstetiske eller teologiske agenda. Fra begyndelsen af det 19. århundrede forsøgte forskere at udvikle mere strenge metoder til vejledning af kritikerens dømmekraft. ”Best-text editing” (en fuldstændig forkastelse af eklekticismen) blev en ekstrem reaktion. Stemmatologi og ”copy-text editing” søgte – også selv om de begge stadigvæk var eklektiske, i og med at de lader tekstkritikeren vælge læsemåder baseret på en række forskellige kilder – at mindske subjektiviteten i fremgangsmåden ved gennem ”objektive” kriterier at udvælge én eller nogle få kildetekster som særligt pålidelige.

## Stemmatologi

### Oversigt
Stemmatologi eller stemmatik er en strengt tekstkritisk metode. Karl Lachmann (1793–1851) er antagelig den mest betydningsfulde forsker, som har bidraget til at udvikle og sprede metoden, omend han selv ikke opfandt den (se Timpanaro, The genesis of Lachmann’s method ). Metoden har fået sit navn fra ordet stemma, ”familietræ”, som anskueliggør forholdet mellem de bevarede varianter. Familietræet kaldes af og til også for kladogram. Metoden baseres på princippet om at ”fælles fejl viser fælles oprindelse”. Det vil sige: hvis to varianter indeholder en række fælles fejl, så er det rimeligt at antage, at de nedstammer fra samme mellemliggende kilde, hyparketypen. Forholdet mellem de tabte, mellemliggende kilder bestemmes ved hjælp af den samme process, ved nemlig at placere alle manuskripter (varianter) i et familietræ eller stemma codicum fra den samme eneste arketype. Den proces, som konstruerer stemma, kaldes recension, eller på latin, recensio.
Når stemma er komplet, går tekstkritikeren videre til næste trin, selektion eller selectio, hvor arketypens tekst bestemmes via en undersøgelse af kildetekster fra de nærmeste hyparketyper til arketypen, sådan at de bedste kan udvælges. Hvis en læsemåde forekommer i flere tilfælde end en anden på samme niveau i træet, så vælger man denne. Hvis to konkurrerende læsemåder forekommer i lige mange tilfælde, så er det op til tekstkritikerens dømmekraft at vælge den korrekte læsning.
Efter selectio kan teksten stadig indeholde fejl, eftersom der kan findes passager, hvor ingen kilde giver støtte til en specifik tolkning. For at finde disse fejl, anvendes examinatio. Efter at tekstkritikeren har identificeret en fejl, så anvendes metoden emendatio (også kaldet divinatio) for at klare dette. Emendationer, som ikke støttes af nogen kendt kilde, kaldes af og til for konjekturale emendationer (engelsk: conjectural emendations).
Selectio minder om den eklektiske tekstkritik, men anvendes på en begrænset mængde, hypotetiske hyparketyper. Trinene examinatio og emendatio ligner den såkaldte ”copy-text editing”. De andre teknikker kan ses som stemmatologiske specialtilfælde, hvor en streng familiehistorie over teksterne ikke kan opstilles med sikkerhed, men blot vurderes. Hvis det virker som om et bestemt manuskript er overlegent bedst, så er ”copy-text editing” brugbar, og hvis det virker, som om en gruppe manuskripter er omtrent lige gode, så er eklekticisme en brugbar metode.
Hodges-Farstad-udgaven af det græske Nye Testamente er et forsøg på at anvende stemmatologi for visse dele af teksten.

### Begrænsninger og kritik
Den stemmatologiske metode har som udgangspunkt, at hver enkelt kildetekst nedstammer fra en og kun en forgænger. Hvis en kopist har brugt flere end en kilde under kopieringen, så kan den nye kopi ikke indføjes i familietræet på en enkel og klar måde. Inden for stemmatologien kaldes manuskripter, som nedstammer fra flere end én kilde, for ”urene” (engelsk: contaminated).
Metoden har som en anden forudsætning, at kopisterne kun gør nye fejl, og lader være med at korrigere sine forgængeres formodede fejl. Når en tekst er blevet forbedret af kopisten, kaldes den sofistikeret, men dette forringer metoden ved at skjule dokumentets forhold til andre kildetekster, og gør det sværere at få det placeret korrekt i stemma.
Den stemmatologiske metode fordrer af tekstkritikeren at gruppere manuskripterne på grundlag af fælles fejl. Det kræves derfor, at tekstkritikeren kan skelne mellem fejlagtige og rigtige læsemåder. Denne antagelse er ofte blevet kritiseret. W. W. Greg har hævdet ”That if a scribe makes a mistake he will inevitably produce nonsense is the tacit and wholly unwarranted assumption.”
Tekstkritikeren Joseph Bédier (1864–1938) formulerede en særligt svidende kritik mod stemmatologien i 1928. Efter at have gransket nogle udgaver af middelalderlige franske tekster, som var blevet produceret via den stemmatologiske metode fandt han, at tekstkritikerne tenderede mod at opdele træerne i blot to grene. Ud fra dette drog han den konklusion, at eftersom det sikkert ikke var tilfældigt, at træerne kun fik to grene, så har metoden en tendens til at producere tvedelte stemmaer, ganske uden hensyn til varianternes faktiske historie. Han fik mistanke om, at tekstkritikere, som benyttede sig af denne metode, foretrak træer med to grene, eftersom det giver kritikerne store muligheder for at anvende deres eget skøn (da der ikke findes nogen tredje gren, der kan fungere som opmand, når de andre varianter giver modstridende signaler). Han lagde også mærke til, at det for mange værker var sådan, at der kunne produceres flere rimelige stemmaer, hvilket viser, at metoden ikke er så streng og videnskabelig, som dens foretalere hævder.
Den stemmatologiske metodes afsluttende trin er emendatio, ofte også kaldet ”konjektural emendation”. Men i bund og grund benytter tekstkritikeren sig af konjekturer [gisninger] under hvert trin i processen. Visse af de regler, som blev udviklet for at formindske tekstkritikerens eget skøn, leder ikke nødvendigvis til mere korrekte resultater. I tilfælde med flere end to varianter på samme niveau af træet vælger tekstkritikeren eksempelvis den dominerende læsemåde. At den ene læsemåde er dominerende kan imidlertid være helt tilfældigt, eftersom det bygger på de varianter, som er blevet bevaret og fundet. En plausibel læsemåde, som forekommer mindre ofte, kan ikke desto mindre være den korrekte.
Den stemmatologiske metode forudsætter endelig, at hver af de endnu eksisterende varianter nedstammer fra én eneste kilde. Dette overser muligheden af, at den oprindelige forfatter kan have redigeret sit eget arbejde, og at teksten således kan have flere, lige autoritative og oprindelige kilder.

## Udgivelse af en basistekst
”Basistekstudgivelse” (engelsk: ”copy-text editing”) indebærer, at forskeren korrigerer fejl i en basistekst ofte med hjælp af andre varianter. Som basistekst vælges tiest den ældste, bevarede håndskrift af en tekst, men i bogtrykningens første tid var basisteksten ofte den håndskrift, som var til rådighed.
Med basistekstmetoden undersøger udgiveren basisteksten og foretager rettelser (”emendationer”) på de steder, hvor den virker fejlagtig. Dette kan opnås ved at søge efter ubegribelige passager i basisteksten eller ved at søge efter bedre læsemåder i andre kildetekster. Hårfine uoverensstemmelser afgøres oftest til basistekstens fordel.
Den første publicerede, trykte udgave af det græske Nye Testamente blev produceret ved hjælp af denne metode. Udgiveren, Erasmus, valgte en håndskrift fra det lokale dominikanske kloster i Basel og rettede dets åbenbare fejl ved at sammenligne med andre, lokale håndskrifter. Westcott og Horts tekst, som lå til grund for den reviderede udgave af den engelske Bibel, blev også produceret ved basistekstmetoden, nu med Codex Vaticanus som basistekst.

## Kladistik
Kladistik er en teknik, der er hentet fra biologien. Den hed på engelsk oprindelig phylogenetic systematics og blev udviklet af Willi Hennig. Inden for biologien anvendes metoden til at bestemme evolutionsmæssige forhold mellem forskellige arter. Inden for tekstkritikken indlæser man tekster fra et antal forskellige manuskripter til en database, som siden viser forskellene mellem dem. Manuskripterne grupperes siden i forhold til deres fælles egenskaber. Forskellen mellem kladistik og mere traditionelle former for statistisk analyse er den, at kladistikken antager, at manuskripterne er dele af et forgrenet familietræ og bruger den antagelse til at finde deres indbyrdes forhold, frem for blot at placere dem i grove grupperinger alt efter deres generelle ligheder. Dette er mest en automatiseret form for stemmatologi. Når den finder forskelle, forsøger computeren dog ikke at bestemme, hvilken læsning der ligger originalen nærmest, og den anviser således ikke, hvilken gren af træet, som er ”roden” – altså hvilken tradition af manuskripterne, som er nærmest originalen. Til dette formål kræves der andre typer af evidens.
Det er kladistikkens største teoretiske problem, hvad angår tekstkritik, at den hviler på den antagelse at, når en forgrening skabes i familietræet, så kan de to grene ikke slutte sig sammen igen. Alle ligheder tages som bevis på, at delene har en første, oprindelig fællesnævner. Denne antagelse er frugtbar, når det gælder levende væsners evolution, men den passer ikke altid godt, når det drejer sig om manuskripttraditioner, hvor en kopist kan arbejde ud fra to manuskripter på samme tid, og dermed producere en ny kopi med træk fra dem begge.
Software hentet fra det biologiske område er ikke desto mindre blevet anvendt med succes inden for tekstkritikken. Eksempelvis har den været brugt af Canterbury Tales Project til at bestemme forholdet mellem de 84 eksisterende manuskripter og fire tidlige, trykte udgaver af Canterbury Tales.

## Tekstkritik anvendt på forskellige tekster

### Klassiske tekster
Tekstkritikken er udviklet til en videnskabelig disciplin, som nøje undersøger frem for alt Biblen – både den hebraiske og den nytestamentlige – som er klart bedst dokumenteret, og som man tilskriver en speciel betydning, men forskerne anvender også tekstkritikken til at bestemme det oprindelige indehold i klassiske tekster som f.eks. Platons Staten.
Kildematerialet for de klassiske tekster ud over Biblen er relativt magert, hvad gælder antallet af kildetekster, den tid, der er gået mellem den oprindelige nedskrivning og disse senere afskrifter samt overensstemmelsen mellem læsemåderne. F.eks. findes der kun 10 bevarede manuskripter af Julius Caesars Gallerkrigen og det ældste dateres til tusinde år efter originalen. Plinius den ældres Naturhistorie findes i 7 eksemplarer med en afstand på 750 år til originalen, Thukydids Den peloponnesiske krig har 8 kildetekster, der er 1.300 år yngre end grundteksten, Herodots Historie har også 8 kildetekster, 1.350 år yngre end grundteksten, Platons Staten findes bevaret i 7 eksemplarer, der er afskrevet 1.300 år efter, at han selv førte pennen og Tacitus' Annaler har 20 kildetekster, man kan henholde sig til, men med et tidsspand på 1.000 år fra det oprindelige manuskript. Selv om disse værkers pålidelighed oftest tages for givet, bør man huske, at forskere normalt antager, at alt andet lige så indebærer en længere tidsperiode mellem en originaltekst og et bevaret dokument, at der findes flere forandringer. Disse tekster hører med andre ord alle sammen hjemme i en anden klasse end Det Nye Testamente, hvis ældste manuskripter stammer fra tidligt i det 2. til det 4. århundrede og altså i en del tilfælde kun er 40-60 år yngre end grundteksten.
På dansk grund er det især bevaringsforhold og læsninger af Saxo Grammaticus: Gesta danorum, der har været genstand for tekstkritisk bearbejdning. Opstilling af stemma og bedømmelse af den vægt, de forskellige fragmenter og parafraser skal have, gør dette værk til et klassisk eksempel på anvendelsen af tekstkritisk metode.
Bedst bevaret af de antikke tekster, næst efter Biblen, er Homers Iliaden med 643 kendte kildetekster. I disse afskrifter har man kasseret 764 tekstlinjer som kontroversielle (sammenlignet med Det Nye Testamentes 40 tekstlinjer).

### Biblen
Tekstkritik anvendt på den hebraiske Bibel – dvs. Det Gamle Testamente - sammenligner håndskriftversioner fra følgende kilder (datoen refererer til de ældste kendte, bevarede håndskrifter i hver familie):
- Dødehavsrullerne, hebraiske, aramæiske og græske (Septuaginta og andre), forskellige datoer ca. 3. århundrede f.Kr. – 1. århundrede e.Kr.
- Septuaginta, græske, det 4. århundrede f.Kr. (”Codex Vaticanus”, men også ældre papyrusruller).
- Vulgata, latin, tidligt i det 5. århundrede e.Kr.
- Masoretiske bibeltekst, hebraiske, 10. århundrede (blandt andre Leningradkodexen).
- Samaritiska Bibel, ældste overlevende tekst fra det 11. århundrede
- Peshitta, tekster på syrisk.
- Targum, tekster på aramæisk.

På baggrund af den hebraiske Bibels hellige status inden for jødedommen kunne man tro, at teksten er fri for fejl, da den er blevet omhyggeligt overført og nedskrevet. Det er nærliggende, hvis man ikke er velbevandret i tekstkritiske detaljer, men i lighed med Det Nye Testamente har man fundet forandringer, fejl og udeladelser. Dette faktum forklares ved, at de tidlige soferim (kopister) ikke viste teksten samme respekt, som man senere gjorde.
Det Nye Testamente er bevaret i over 5.300 græske håndskrifter, 10.000 håndskrifter på latin og 9.300 håndskrifter på andre sprog som syrisk, slavisk, etiopisk og armensk. Alene antallet af varianter medfører en stor vanskelighed for tekstkritikken, først og fremmest fordi den i praksis gør stemmatologien uanvendelig. Tekstkritikere med Det Nye Testamente som arbejdsområde har derfor taget eklekticismen i brug efter at have sorteret tekstforlæggene i tre hovedgrupper af såkaldte "tekstvidner" (kildetekster). I dag er den almindelige opdeling som følger:
- Den alexandrinske teksttype er en gruppe af tidlige og respekterede tekster, inklusive Codex Vaticanus og Codex Sinaiticus.
- Den vesterlandske teksttype er også meget tidlig, men dens varianter har vist sig at indeholde flere omskrivninger og andre fejl.
- Den byzantinske teksttype er en gruppe, som omfatter ca. 95 % af alle håndskrifter, hvoraf de fleste er af sen dato.

Andre forskere har kritiseret den nuværende kategorisering af håndskrifter i teksttyper og foretrækker enten at inddele håndskrifterne på anden vis eller at affærdige teksttypetaksonomien i det hele taget.

### Tekstkritiske udgaver
- Editio octava critica maior – Tischendorf-udgaven
- The Greek New Testament According to the Majority tekst – Hodges & Farstad-udgaven
- The New Testament in the Original Greek – Westcott & Hort-udgaven
- Novum Testamentum Graece Nestle-Aland 27. udgave
- Novum Testamentum Graece et Latine – Merk-udgaven
- Editio Critica Maior – Det tyske bibelselskabs udgave
- Septuaginta – Rahlfs 2. udgave
- Biblia Hebraica Stuttgartensia – 4. udgave
- Gesta Danorum, bd. 1-2, Latinsk tekst udgivet af Karsten Friis-Jensen, 2005, ISBN 87-12-04025-8

### Tekstkritiske oversættelser
- The Comprehensive New Testament – Den standardiserede Nestle-Alands 27. udgave[33]

## Eksterne links
- En detaljeret diskussion om evangeliernes forskellige versioner (dækker omkring 1.200 versioner på 2.000 sider)
- En komplet liste over alle papyrusruller for Det Nye Testamente med links til billeder
- En elektronisk udgave Arkiveret 29. november 2010 hos  Wayback Machine af Johannesevangeliet i den byzantinske tradition
- En webbside inspireret af The Encyclopedia of New Testament tekstual Criticism
- et eksempel på kladistik brugt på tekstkritik
- Tekstkritik af den aramæiske Bibel
- New Testament Manuscripts (liste over håndskriftsbeviser for mere end 11.000 varianter i Det Nye Testamente)
- Stemma og stemmatologi
- The European Society for textual Scholarship Arkiveret 7. december 2013 hos  Wayback Machine